# Stazione di Fortezza
La stazione di Fortezza (in tedesco Franzensfeste) è una stazione ferroviaria posta sulla linea Brennero-Bolzano e capolinea occidentale della linea Fortezza-San Candido. Serve il centro abitato di Fortezza.

## Storia

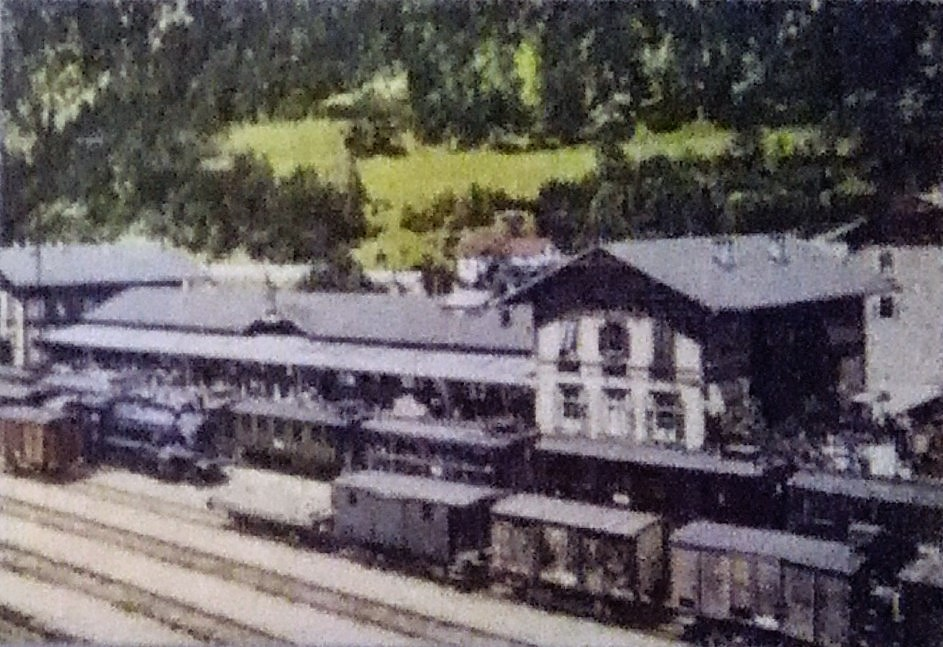
La stazione di Fortezza fotografata nel 1912

Inaugurata nel 1867 contestualmente all'apertura della ferrovia del Brennero, l'originaria stazione di Fortezza disponeva di un piccolo fabbricato viaggiatori in legno costruito su una base di granito, con pianta a croce, atto ad ospitare la sala d’attesa e l'ufficio di dirigenza al pianterreno, mentre nel sottotetto vi era un appartamento ad uso del personale ferroviario.
Nei settori nord e sud dell'areale della stazione vennero edificati due caselli lignei, mentre ad ovest del fabbricato viaggiatori, oltre il fascio binari, venne posto un edificio contenente i serbatoi d'acqua atti al rifornimento delle locomotive a vapore. Il patrimonio edilizio era completato da una rampa di carico con annesso magazzino merci, egualmente costruito in legno.
La scelta di costruire edifici con una struttura così leggera era dettata dal fatto che, essendo l'areale della stazione confinante con il forte di Fortezza, essi non avrebbero potuto costituire un riparo per eventuali aggressori.
La stazione ebbe un ruolo molto importante nel far crescere l'insediamento di Fortezza, e crebbe ulteriormente d'importanza allorché, tra il 1869 e il 1871, venne costruita ed inaugurata la ferrovia della Val Pusteria (all'epoca denominata Marburgo-Fortezza): si provvide pertanto a ricostruire il fabbricato viaggiatori. Ne risultò un lungo edificio, costituito da tre corpi principali (uno centrale e due laterali) allineati e raccordati da due bassi corridoi: nell'edificio centrale trovarono posto le sale d'attesa, il deposito bagagli e la biglietteria, nell'ala sud furono collocati un ufficio postale e gli appartamenti del dirigente movimento e del gestore dei tre ristoranti (uno per ogni classe di viaggio), che vennero aperti nell'ala nord. Le cucine e i servizi igienici furono sistemati in due capanne indipendenti sul lato nord.
Vennero altresì ampliati gli edifici direzionali e tecnici: a sud del fabbricato viaggiatori fu costruito un edificio per ospitare il posto di controllo del traffico ferroviario. Il magazzino merci venne demolito e ricostruito ingrandito a sud, mentre a nord dei serbatoi d'acqua vennero aggiunti un deposito di carbone ed altri edifici ad uso del personale ferroviario e dei minatori di carbone. A nord vennero costruiti un deposito locomotive e i servizi igienici il personale. Da ultimo, sul lato nord dell'areale, furono aggiunti altri due caselli, un'officina e un deposito di materiali antincendio.
A tale ampliamento fece riscontro un aumento del personale della stazione, rendendo necessario costruire tre abitazioni a tre piani con appartamenti. Per servire i passeggeri in transito venne infine costruito l'hotel Reifer.
Dopo la prima guerra mondiale, cui fece seguito l'annessione dell'Alto Adige all'Italia, la stazione di Fortezza divenne altresì un punto di controllo doganale; nel 1924 la stazione venne ampliata con nuovi binari di stazionamento, rampe di carico, depositi merci e una nuova rimessa per le locomotive, in muratura. Per consentire tali imponenti lavori si rese necessario sbancare una parte del versante roccioso sul lato ovest del sedime, oltre a varie altre opere di adeguamento infrastrutturale. L'afflusso di dipendenti ferroviari, doganali e delle imprese di trasporto (per ospitare i quali l'architetto Angiolo Mazzoni progettò ulteriori abitazioni, dislocate lungo l'odierna strada statale 12 dell'Abetone e del Brennero) fece aumentare ulteriormente la popolazione di Fortezza, che nel 1940 divenne un comune autonomo. Il 20 aprile 1945 un bombardamento colpì la stazione, danneggiando gravemente il deposito doganale e la rimessa delle locomotive.
Negli anni cinquanta vennero aggiunti quattro binari di smistamento e si provvide a demolire i serbatoi idrici e il deposito di carbone, ormai inutilizzati: lo spazio lasciato libero consentì un ampliamento della dogana, che verrà poi chiusa sul finire del XX secolo a seguito dell'implementazione del libero transito di persone e cose nei confini dell'Unione europea. Ciò, unito alla riduzione dei volumi del traffico merci, lasciò inutilizzati vasti spazi dello scalo.
In previsione del futuro sbocco meridionale della galleria di base del Brennero, la stazione dovrebbe essere oggetto di ulteriori lavori e adeguamenti infrastrutturali.

## Strutture e impianti
Il fabbricato viaggiatori in legno edificato nel 1871 ha mantenuto pressoché inalterata la sua struttura originaria (fatti salvi gli interni, pesantemente rimaneggiati, e alcune aggiunte esterne), essendo pertanto un unicum, sia sulla ferrovia del Brennero che sulla ferrovia della Val Pusteria. Ospita al suo interno la biglietteria e l'ufficio del dirigente movimento, sempre presenziato, e un bar-ristorante.
Conservano l'aspetto originario anche il deposito merci, i caselli situati nell'areale della stazione e le abitazioni per i ferrovieri. La rimessa locomotive, danneggiata nel bombardamento subito nella seconda guerra mondiale, è stata ristrutturata e riportata all'aspetto originario nel dopoguerra.
Il patrimonio edilizio consta poi di un edificio adibito a centro amministrativo, deposito merci e dogana, costruito negli anni cinquanta accanto al corpo nord del fabbricato viaggiatori. Risalgono invece al 1985 l'edificio della direzione movimento, adiacente all'estremità sud del fabbricato viaggiatori, e un'officina locomotive. Mentre negli anni sessanta sono state costruite alcune rampe di carico coperte, unitamente a ulteriori magazzini e officine.
Gli edifici originariamente ospitanti gli uffici doganali e dell'amministrazione situati tra il fabbricato viaggiatori e il casello nord sono inutilizzati, al pari di molte infrastrutture dedicate al traffico merci (ridottosi nel tempo) e dell'ex dormitorio del personale. Gli appartamenti di servizio sono stati venduti e convertiti in abitazioni private.
Nel 1875 in questa stazione erano occupate 88 persone distribuite nei diversi settori tra cui servizio macchine, manutenzione, servizio postale e ristorazione.

## Movimento
La stazione è servita da treni regionali e regionali veloci di Trenitalia e SAD, nonché da collegamenti a lunga percorrenza (InterCity Notte ed EuroCity) svolti da Trenitalia, Trenord, OBB e DB.

## Servizi
La stazione dispone di:
- Biglietteria automatica
- Sala d'attesa
- Servizi igienici

## Interscambi
Adiacente alla stazione è presente una fermata delle autolinee urbane e interurbane.
- Fermata autobus
- Taxi